# Mina Proaño

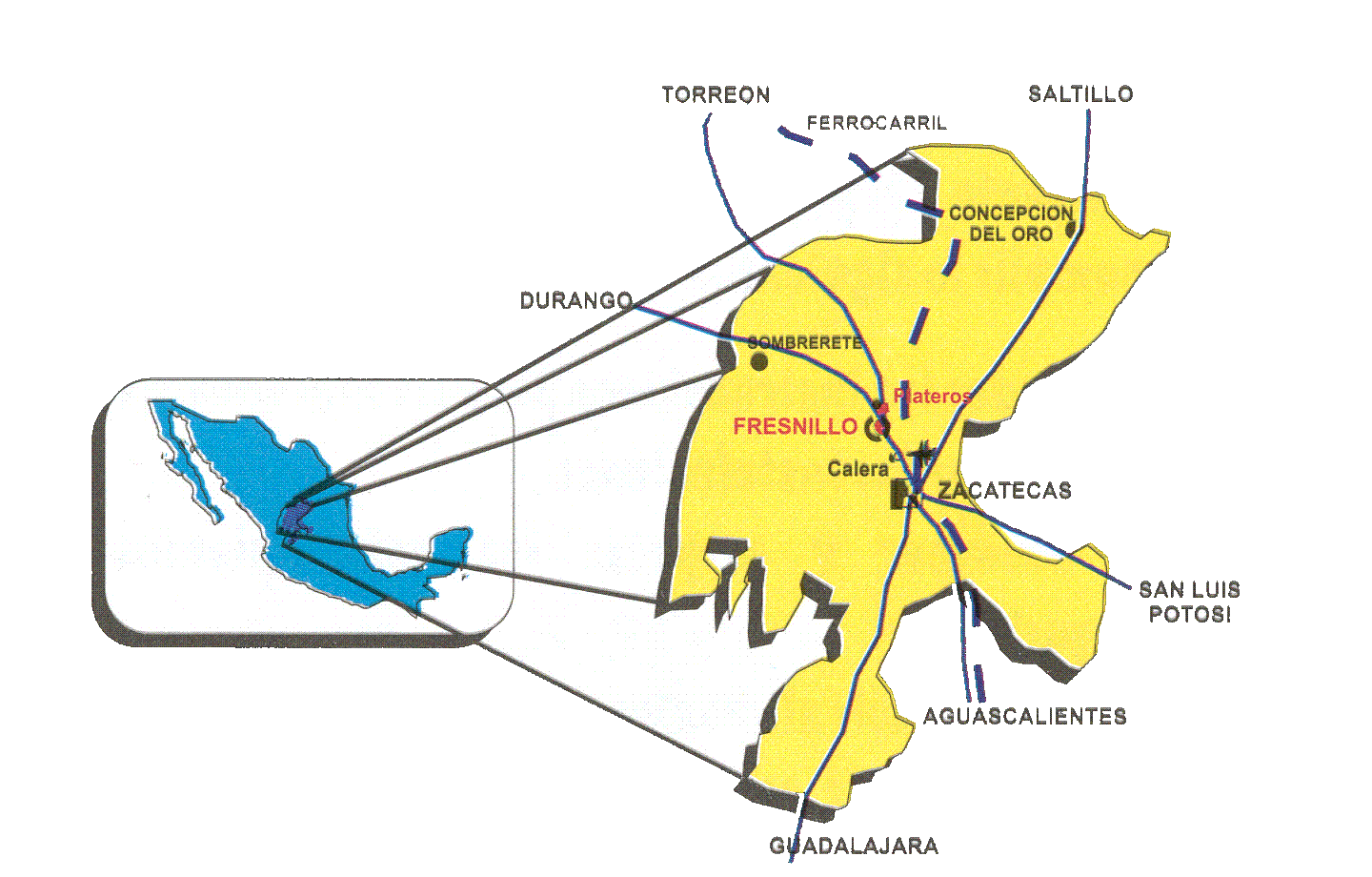
Lokalizacja kopalni ma mapie Meksyku

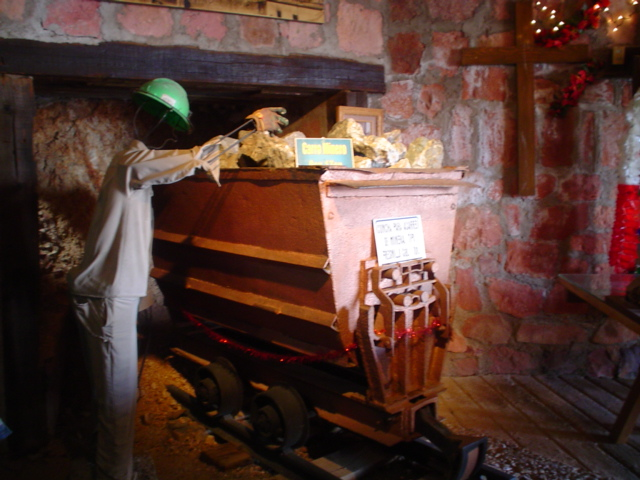
Ekspozycja w muzeum kopalni

Mina Proaño – kopalnia metali kolorowych w meksykańskim stanie Zacatecas. Nazywana także Mina Fresnillo ze względu na sąsiedztwo tego miasta. Należy do meksykańskiego koncernu wydobywczo-metalurgicznego Peñoles. W kopalni pozyskuje się złoto, srebro, ołów, cynk, miedź, bizmut i kadm. Pod względem zasobów srebra uznawana za najbogatszą na świecie.
W 2005 roku kopalnia wyprodukowała blisko 1000 ton srebra.
Kopalnia działa od 1550 roku. Obszar charakteryzuje się dużymi zniszczeniami pogórniczymi. Ze względu na dążenie do uzyskania międzynarodowego standardu zarządzania środowiskiem ISO14000 właściciel kopalni zbudował w 2004 roku Park ekologiczny w którym znajdują się setki ssaków, ptaków i gadów. Na terenie parku (Parque los Jales) są także jeziora, tereny rekreacyjne i sportowe.